# Montaigu-les-Bois

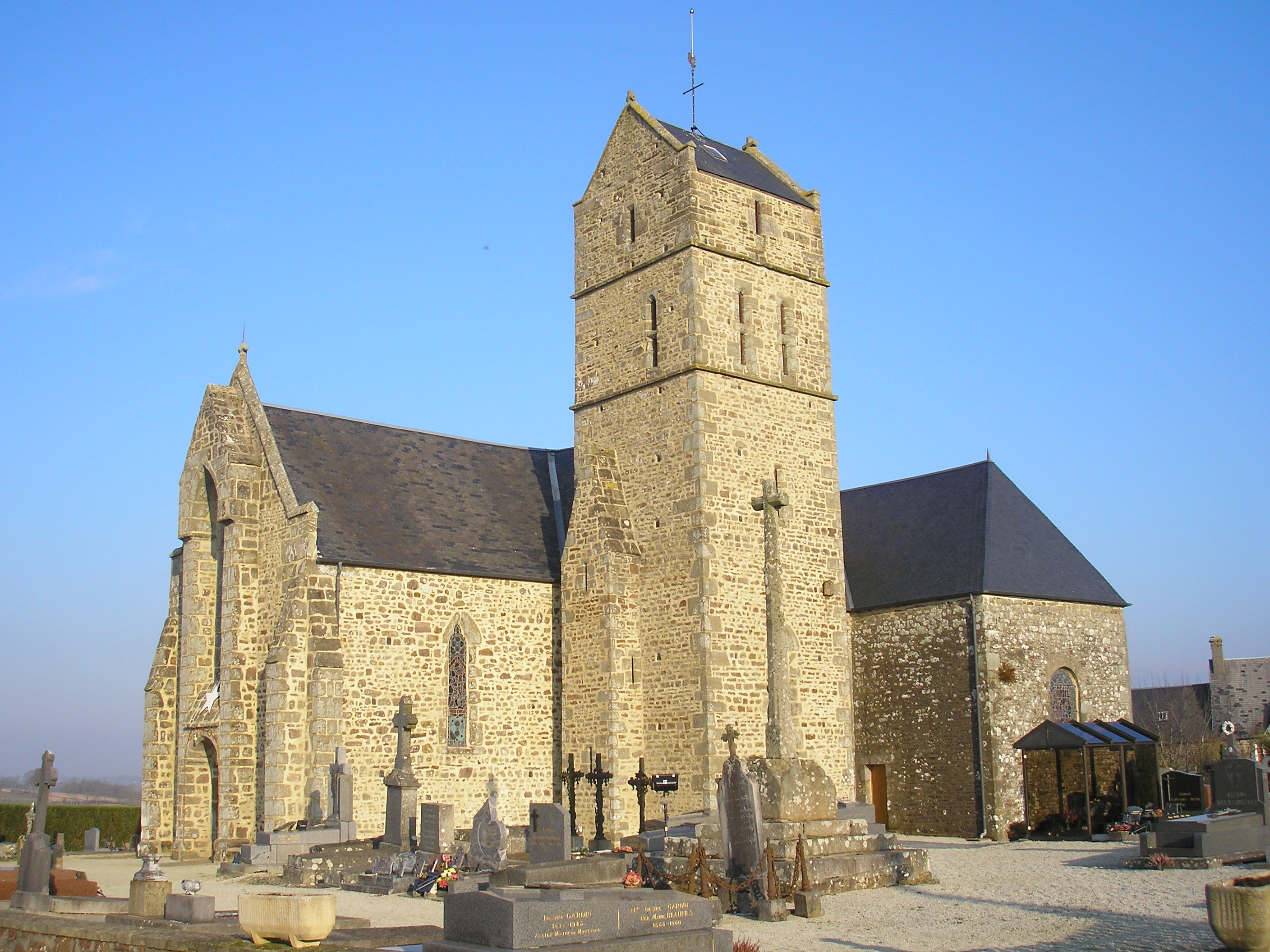
Kerk

Montaigu-les-Bois is een gemeente in het Franse departement Manche (regio Normandië) en telt 208 inwoners (1999). De plaats maakt deel uit van het arrondissement Coutances.

## Geografie
De oppervlakte van Montaigu-les-Bois bedraagt 6,7 km², de bevolkingsdichtheid is 31,0 inwoners per km².
De onderstaande kaart toont de ligging van Montaigu-les-Bois met de belangrijkste infrastructuur en aangrenzende gemeenten.

## Demografie
Onderstaande figuur toont het verloop van het inwonertal (bron: INSEE-tellingen).

1. ↑  Populations de référence 2022.